# جاینامه

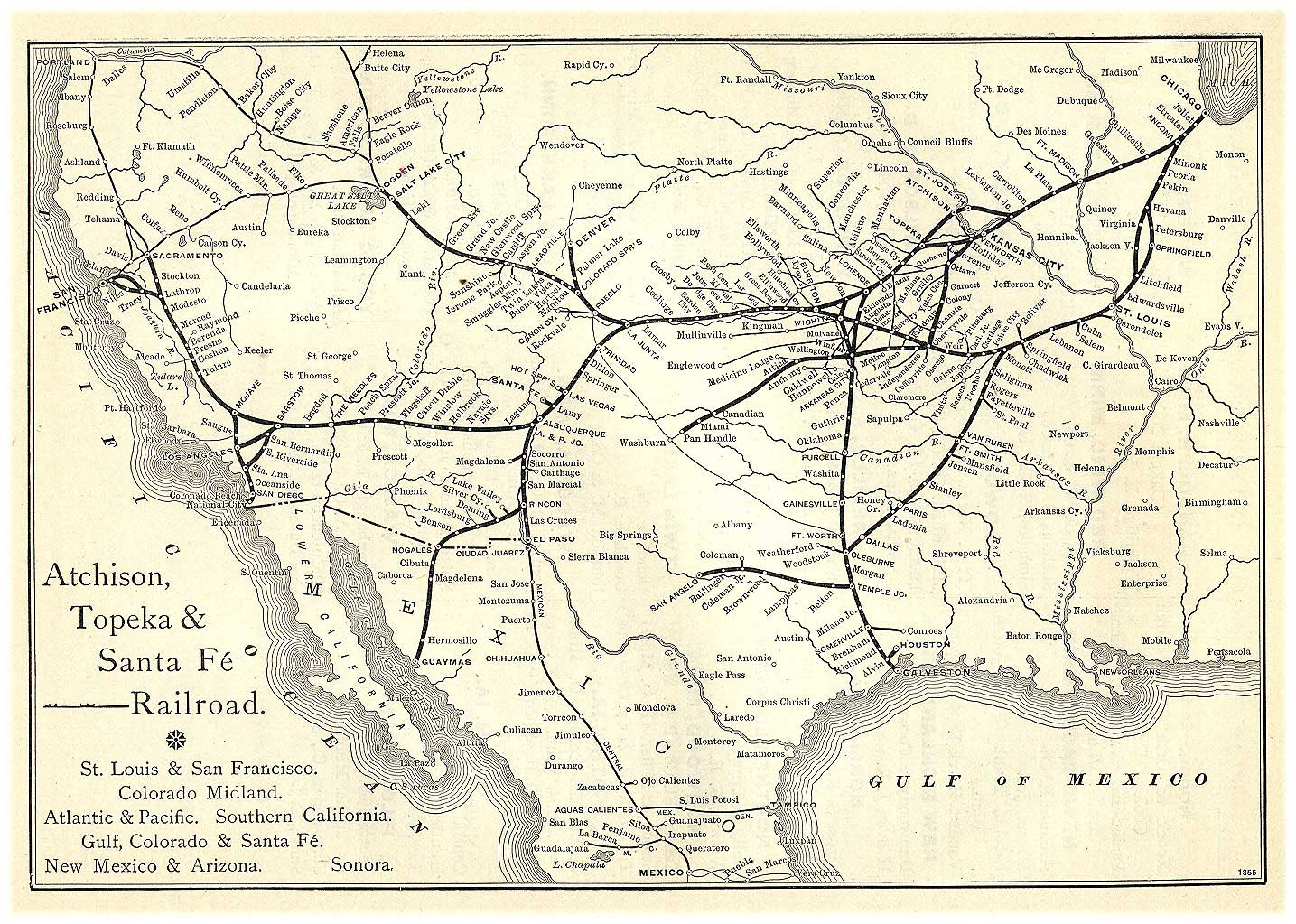
نقشه راه راه‌آهن سانتافه مربوط به سال ۱۸۹۱، که عنوان آن «جاینامه فروشندگان و حمل‌کنندگان غلات» است.

جاینامه یا فرهنگ جغرافیایی (به انگلیسی: gazetteer) یک فرهنگ یا دایرکتوری جغرافیایی است که همراه با یک نقشه یا اطلس از آن استفاده می‌شود. جاینامه به‌طور معمول حاوی اطلاعاتی دربارهٔ آرایش جغرافیایی، آمار اجتماعی و ویژگی‌های فیزیکی، دربارهٔ یک کشور، منطقه یا قاره است. محتوای یک جاینامه می‌تواند شامل محل یک موضوع، ابعاد قله‌ها و آبراه‌ها، جمعیت، تولید ناخالص داخلی و میزان سواد باشد. این اطلاعات معمولاً به عناوین تقسیم می‌شوند که این عناوین با ورودی‌هایی به ترتیب الفبایی فهرست شده‌اند.
در یونان باستان از دوران هلنیستی جاینامه‌هایی وجود داشته‌اند. اولین جاینامه مشهور چینی تا قرن اول منتشر شد و با افزایش نمونه‌های چاپی این منابع تا قرن نوزدهم، نجبای چینی به سرمایه‌گذاری برای تولید فرهنگ‌های جغرافیایی برای مناطق محلی خود به عنوان منبع اطلاعات و همچنین به نشانه غرور محلی پرداختند. جغرافیدان استفانوس بیزانتیوس در قرن ششم یک فرهنگ لغت جغرافیایی نوشت (که در حال حاضر بخش‌های از آن از دست رفته‌است) که تأثیر آن بر تألیف کنندگان بعدی اروپا بود. جاینامه‌های مدرن را می‌توان در بخش‌های مرجع بیشتر کتابخانه‌ها و همچنین در اینترنت یافت.
فرهنگ لغت انگلیسی آکسفورد واژه "Gazetteer" را به عنوان "نمایه یا فرهنگ جغرافیایی" تعریف می‌کند. این فرهنگ به عنوان نمونه به اثری از مورخ انگلیسی، لورنس اچارد در سال۱۶۹۳ با عنوان "The Gazetteer's: or Newsman's Interpreter: Being a Geographical Index" اشاره می‌کند.
از قرن هجدهم، کلمه "gazetteer" به صورت متناوب مورد استفاده قرار گرفته‌است تا معنای سنتی آن را تعریف کند (یعنی یک فرهنگ لغت جغرافیایی یا فهرست راهنما) یا یک روزنامه روزانه، مانند روزنامه لندن.

## انواع و سازماندهی
جاینامه‌ها اغلب با توجه به نوع و دامنه اطلاعات ارائه شده طبقه‌بندی می‌شوند. جاینامه‌های جهانی معمولاً شامل یک لیست الفبایی از کشورها و آمار مربوط به هر کشور هستند و برخی از آنها اطلاعات مربوط به شهرها، شهرک‌ها، روستاها و سایر مناطق مسکونی را ارائه می‌دهند. جاینامه‌های مختصر، که اغلب در رابطه با نقشه‌های رایانه ای و سیستم‌های GIS استفاده می‌شوند، ممکن است به سادگی لیستی از اسامی مکان‌ها را به همراه موقعیت جغرافیایی آنها در قالب عرض جغرافیایی و طول جغرافیایی یا سایر سیستم‌های ارجاع مکانی ارائه دهند یا پیوست اطلس‌ها باشند. فرهنگ جغرافیایی توصیفی ممکن است شامل توصیف طولانی نوشتاری از مکان‌های از جمله توضیحاتی در خصوص صنعت، حکومت، و جغرافیا، همراه با چشم‌اندازهای تاریخی، نقشه‌ها یا عکس باشند. جاینامه‌های موضوعی مکان‌ها یا ویژگی‌های جغرافیایی را به ترتیب موضوع لیست می‌کنند. به عنوان مثال بنادر ماهیگیری، نیروگاه‌های هسته ای یا ساختمانهای تاریخی. عنصر مشترک آنها این است که موقعیت جغرافیایی یک ویژگی مهم از ویژگی‌های ذکر شده‌است.
ویراستاران جاینامه‌ها، حقایق و سایر اطلاعات را از گزارش‌های رسمی دولت، سرشماری‌ها، اتاق‌های بازرگانی به همراه منابع متعدد دیگر جمع‌آوری می‌کنند و این موارد را به صورت فهرست سازماندهی می کنند.

## تاریخ

### جهان غرب

#### دوران هلنیستی و یونانی - رومی

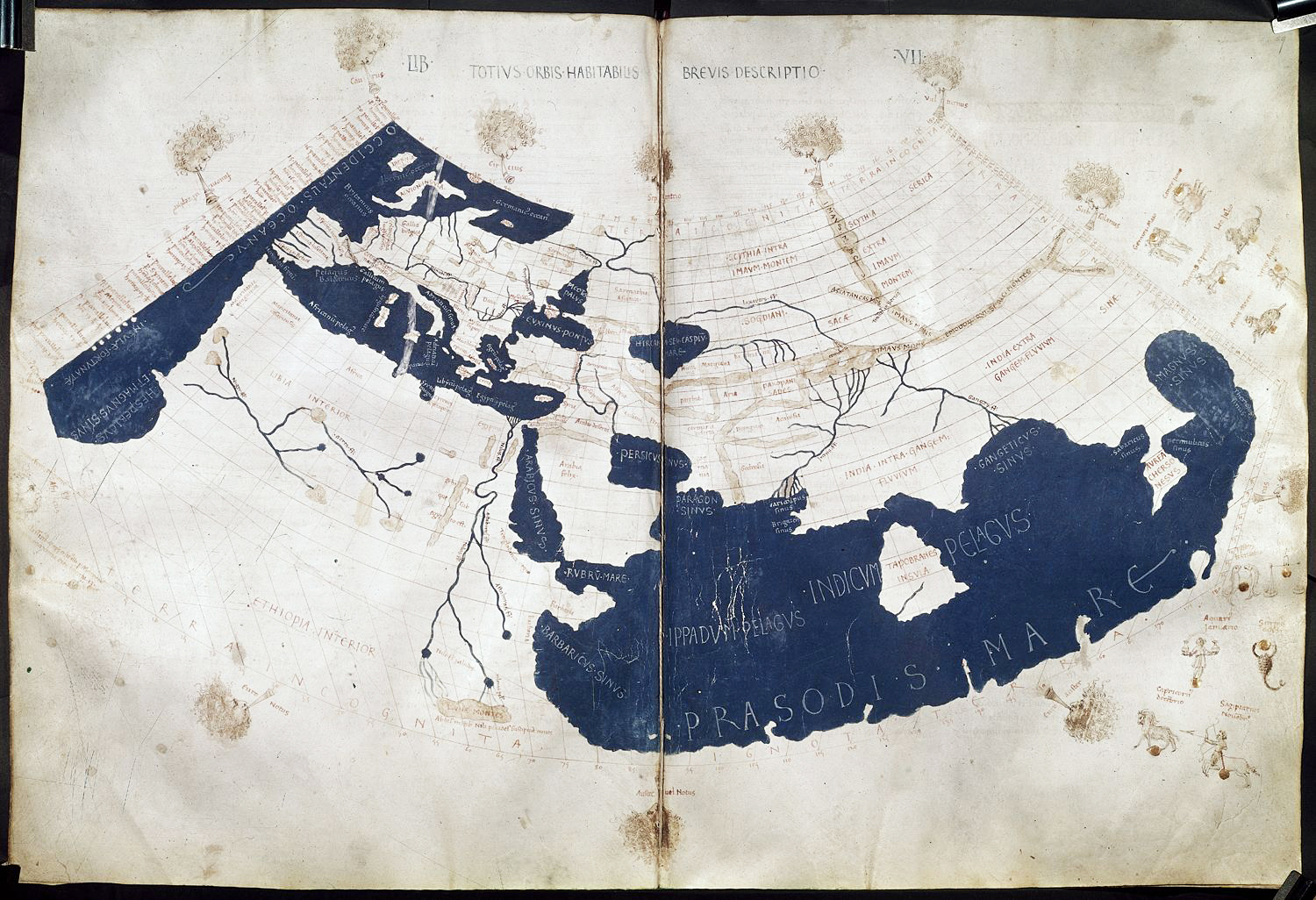
یک نسخه خطی قرن پانزدهم از نقشه جهان بطلمیوس، بازسازی شده از جغرافیای بطلمیوس (حدود ۱۵۰)، که نشان دهنده کشورهای " سریکا " و "سینا" (چین) در سمت راست، و فراتر از جزیره "Taprobane" (سری لانکا) است.

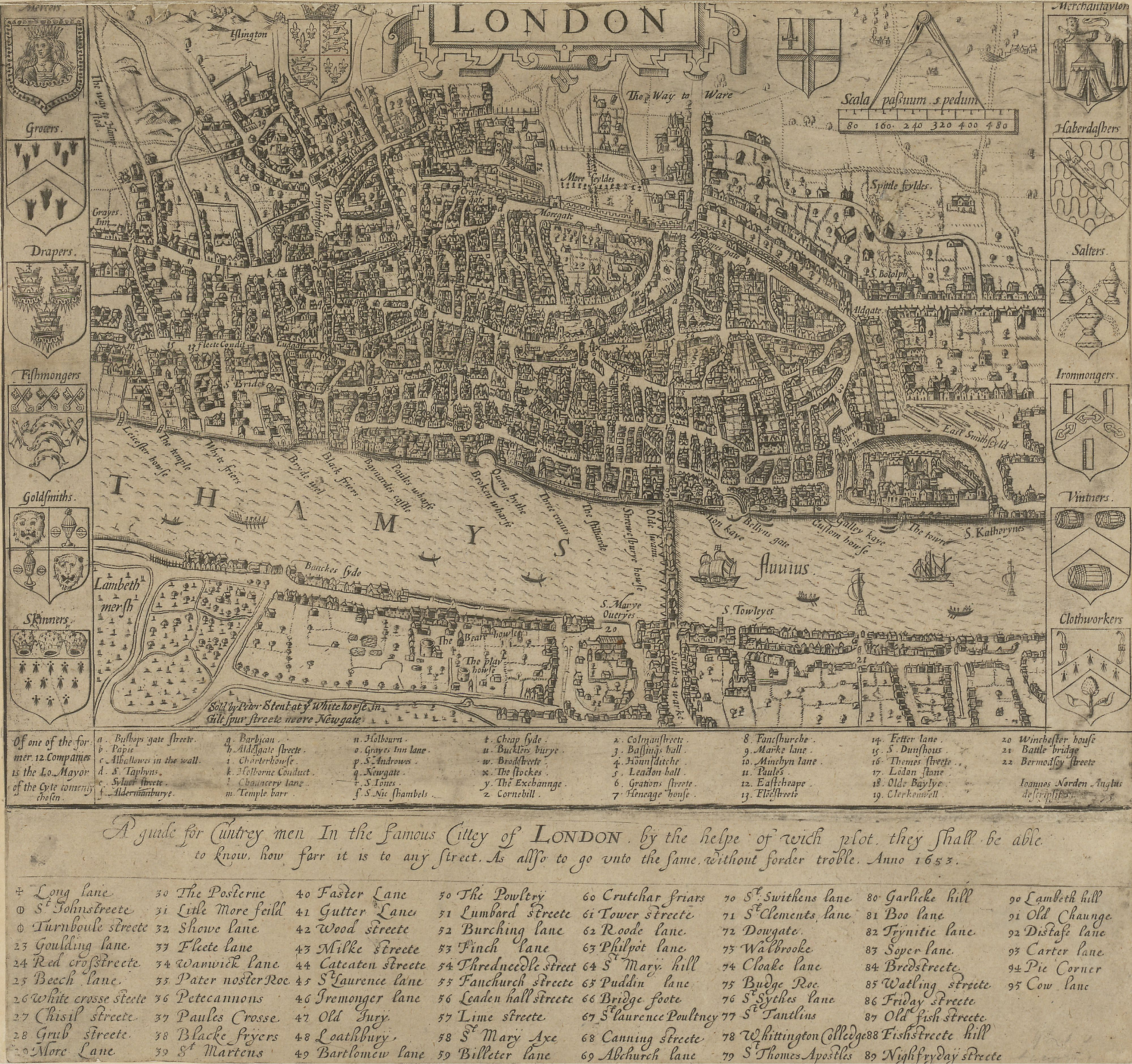
نقشه جان نوردن از لندن که در سال ۱۵۹۳ منتشر شد

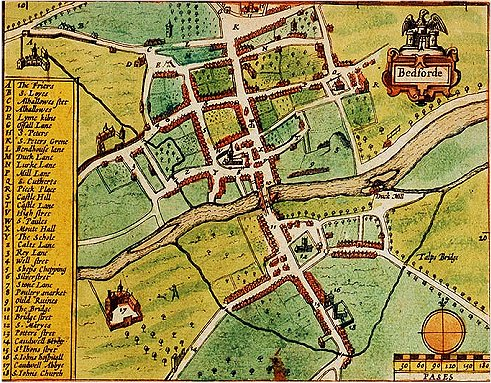
نقشه جان اسپید از " بدفورد "، از تئاتر امپراتوری بریتانیا، که در سال ۱۶۱۱ منتشر شده‌است.

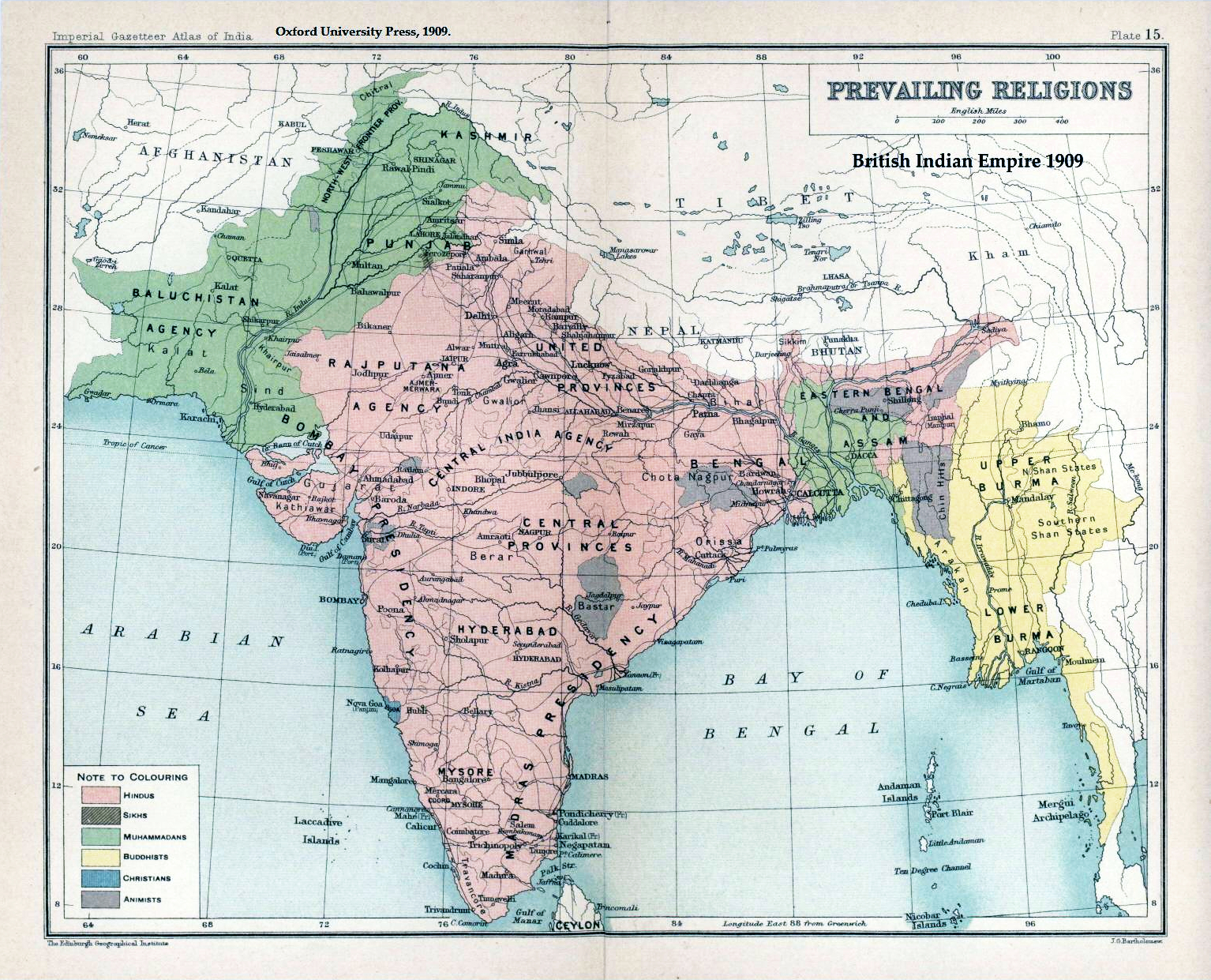
" ادیان غالب امپراتوری هند بریتانیا "، از روزنامه امپریال هند، انتشارات دانشگاه آکسفورد، ۱۹۰۹

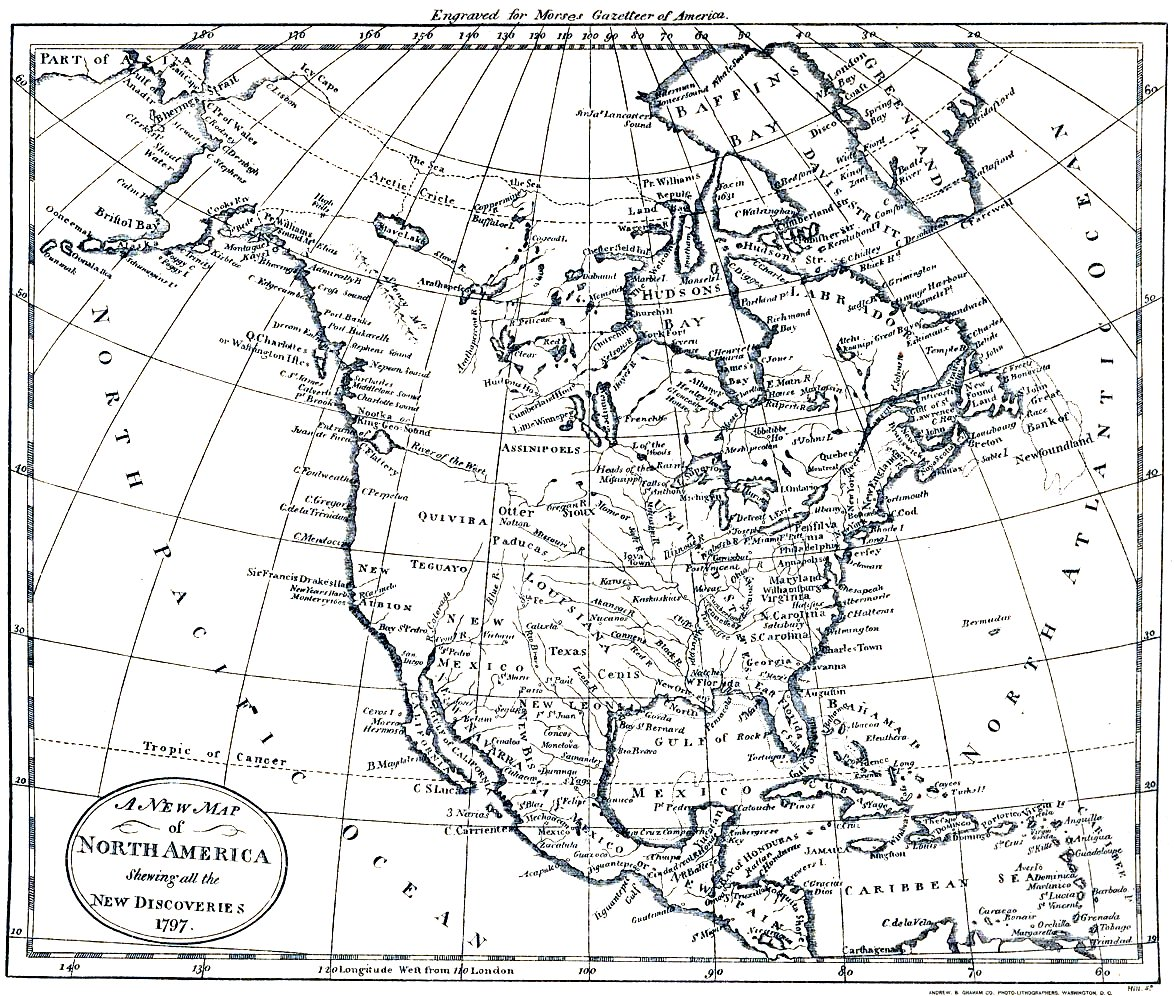
"نقشه جدیدی از آمریکای شمالی که همه اکتشافات جدید را نشان می‌دهد" سال ۱۷۹۷ جیدیدیا مورس، جغرافیدان آمریکایی.

تارن مورخ قرن بیستم در مقاله ژورنالی خود "الکساندر و گنگ ها" (۱۹۲۳) فهرست و توضیحات مربوط به ساتراپی‌های امپراتوری اسکندر بین سالهای ۳۲۴ و ۳۲۳ قبل از میلاد مسیح را در قالب یک جاینامه باستانی نام برده‌است.
شاید قدیمی‌ترین جاینامه‌های یونانی آنهایی باشد که در مصر باستان تولید شده بودند.

#### قرون وسطا و اوایل دوران مدرن
کتاب روز رستاختیر که نگارش آن توسط ویلیام اول انگلیسی در سال ۱۰۸۶ آغاز شد، یک پیمایش دولتی در تمام مناطق اداری انگلیس بود که جهت ارزیابی کفایت مالیات دامداری‌ها و مالکان استفاده شد. در این منبع، نام و مشخصات تعداد زیادی قلعه انگلیسی ذکر شده‌است. در سال ۱۳۱۶ میلادی پیمایش نومینا ویلاروم Nomina Villarum توسط ادوارد دوم آغاز شد. این منبع اساساً لیستی از کلیه زیرمجموعه‌های اداری در سراسر انگلیس بود که می‌توانست مورد استفاده دولت قرار گیرد تا ارزیابی کند که چه تعداد سربازان ارتش از هر منطقه می‌توانند سربازگیری و احضار شوند. Speculum Britanniae (1596) اثر سال ۱۵۹۶ از دوران تودور ، جان نوردن (۱۶۲۵–۱۵۴۸) یک لیست الفبایی از نقاطی در سراسر انگلیس با سرفصل‌هایی داشت تقسیمات اداری را نشان می‌داد و به نقشه‌های پیوست ارجاع می‌دهد.
راهب ایتالیایی فیلیپوس فراریوس (مرگ ۱۶۲۶) فرهنگ لغت جغرافیایی خود "Epitome Geographicus Quattuor Libros Divisum" را در شهر زوریخ سوئیس در سال ۱۶۰۵ منتشر کرد. وی این اثر را به مباحثی در خصوص شهرها، رودخانه‌ها، کوه‌ها، دریاچه‌ها و باتلاق‌ها تقسیم کرد. کلیه مکان‌های ذکر شده به زبان لاتین به ترتیب حروف الفبا برای هر بخش سربار بر اساس نوع جغرافیایی تنظیم شده‌اند. یک سال پس از مرگ وی، "Lexicon Geographicum" منتشر شد که حاوی بیش از ۹۰۰۰ مدخل مختلف برای مکان‌های جغرافیایی بود. این بهبودی در کار اورتلیوس بود، زیرا شامل مکان‌های مدرن و مکان‌های کشف شده از زمان اورتلیوس بود.
پیر دووال (۱۶۱۸–۱۶۸۳)، برادرزادهٔ نقشه نگار فرانسوی، نیکلاس سانسون، فرهنگ‌های مختلف جغرافیایی نوشت. اینها شامل یک فرهنگ لغت در ابیانه فرانسه، فرهنگ لغت در اماکن باستانی آشورها، ایرانیان، یونانیان و رومی‌ها با نام‌های معادل مدرن آنها و اثری است که در سال ۱۶۵۱ در پاریس منتشر شد که هم نخستین فرهنگ جغرافیایی جهانی و بومی اروپا بود. با گسترش تدریجی جاینامه ۱۶۹۳ لورنس اچارد، این اثر نیز به یک فرهنگ لغت جغرافیایی جهانی تبدیل شد که در سال ۱۷۵۰ به اسپانیایی، در سال ۱۸۰۹ به فرانسوی و در ۱۸۱۰ به ایتالیایی ترجمه شد.

#### عصر مدرن
جاینامه‌ها در قرن ۱۹ در انگلیس محبوب شدندو در قرن نوزدهم با مشارکت ناشرانی در انگلیس بسیار محبوب شدند. این سنت انگلیسی در عصر الکترونیکی با نوآوری‌هایی از قبیل روزنامه ملی زمین و املاک، روزنامه متنی برای اسکاتلند و روزنامه ملی جدید (۲۰۰۸) (برای اسکاتلند)، که قبلاً با عنوان آدرس ملی مشخص شناخته می‌شد - ادامه یافته‌است.

### آسیای شرقی

#### چین

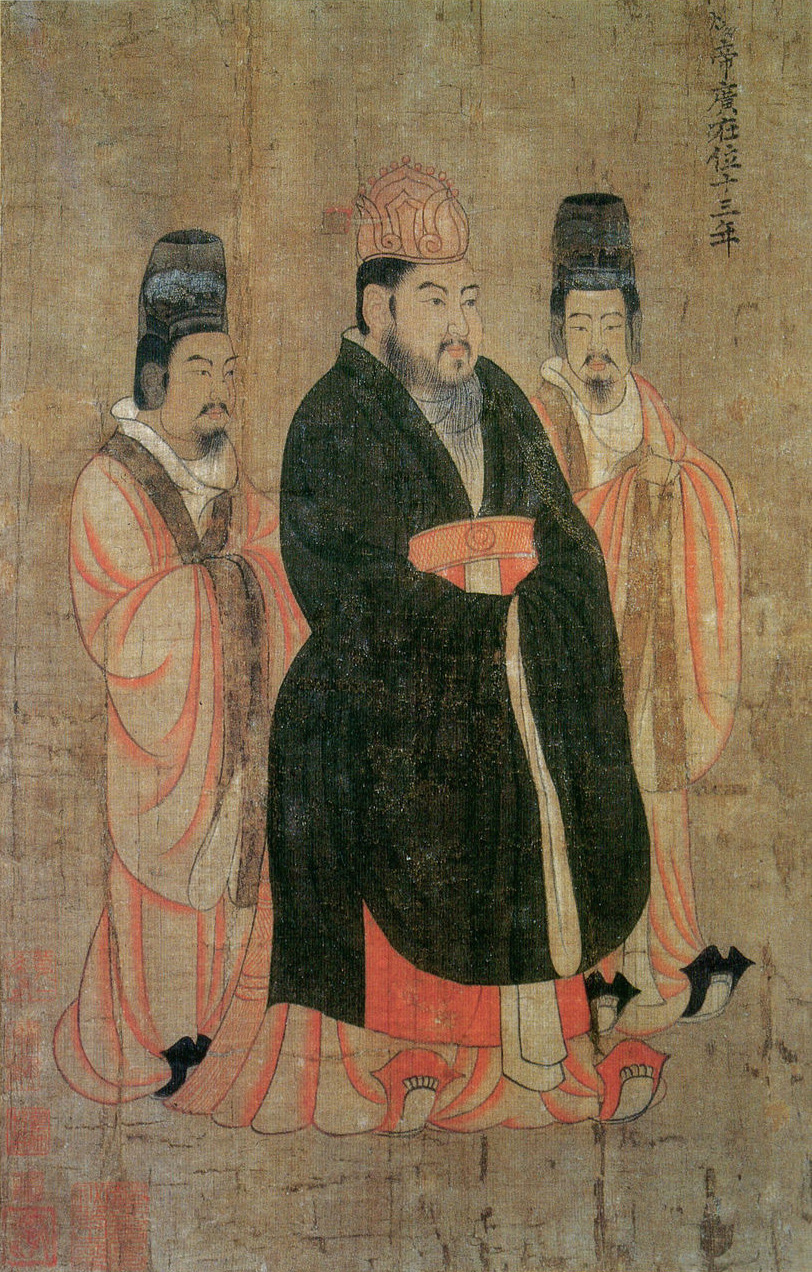
نقاشی پرتره امپراتور یانگ سوئی، نقاشی شده توسط یان لیبن در ۶۴۳. امپراتور یانگ از هر فرمانداری در امپراتوری سوئی برای دولت مرکزی اقدام به جمع‌آوری روزنامه‌ها می‌کرد.

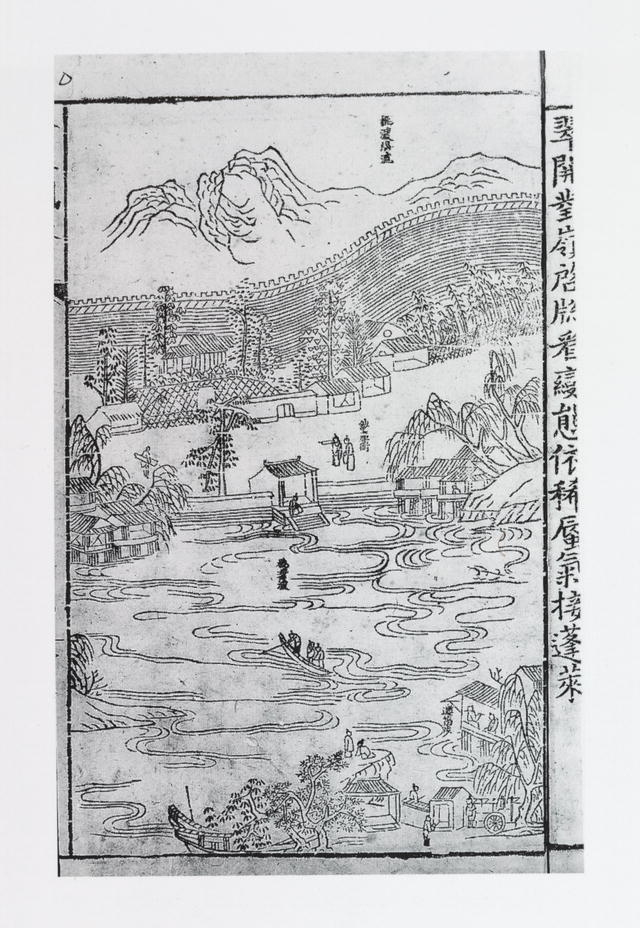
"Jinling Tuyong" (" Gazetteer of Jinling ")، قرن ۱۷.

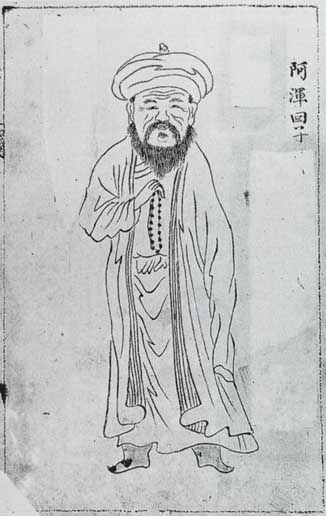
"Huijiangzhi" (' فرهنگ جغرافیایی از مناطق مسلمان ').

در سلسله هان (۲۰۲ قبل از میلاد - ۲۲۰ میلادی) در چین، Yuejue Shu (越絕 written) که در سال ۵۲ میلادی نوشته شده‌است توسط چین شناسان و مورخان مدرن به عنوان نمونه اولیه از جاینامه (چینی: difangzhi) در نظر گرفته شده‌است، زیرا حاوی مقالاتی در مورد موضوعات متنوعی از جمله تغییر در تقسیم سرزمینی، تأسیس شهرها، محصولات محلی و آداب و رسوم است. بیش از ۸۰۰۰ جاینامه چینی از پیش از دوران مدرن به جای مانده‌است. تهیه فرهنگهای جغرافیایی در سلسله سونگ متداول تر شد (۱۲۹–۱۹۶۰)، اما بخش عمده ای از جاینامه‌های موجود، در دوره سلسله مینگ (۱۳۶۸–۱۶۴۴) و سلسله کینگ (۱۹۴۴–۱۶۴۴) نوشته شدند.

#### کشور کره
در کره، محققان تهیه فرهنگهای جغرافیایی را عمدتاً بر پایه مدل چینی قرار می‌دادند. مانند گزینه‌های چینی، کاخ‌های بخشداری ملی، استانی و محلی در کره وجود داشت که اطلاعات جغرافیایی، داده‌های دموگرافیک، مکان‌های پل‌ها، مدارس، معابد، مقبره‌ها، قلعه‌ها، غرفه‌ها و سایر نشانه‌ها، آداب و رسوم فرهنگی، محصولات محلی، نام قبایل ساکن را نشان می‌داد و زندگی‌نامه‌های کوتاه در مورد افراد شناخته شده هم داشتند. د

#### ژاپن
در ژاپن نیز در زمانهای پیش از مدرن، جاینامه محلی وجود داشتند که با نام فودوکی fudoki شناخته می‌شدند. روزنامه‌های ژاپنی گزارش‌های تاریخی و افسانه ای مناطق مختلف را حفظ کردند.

### آسیای جنوبی

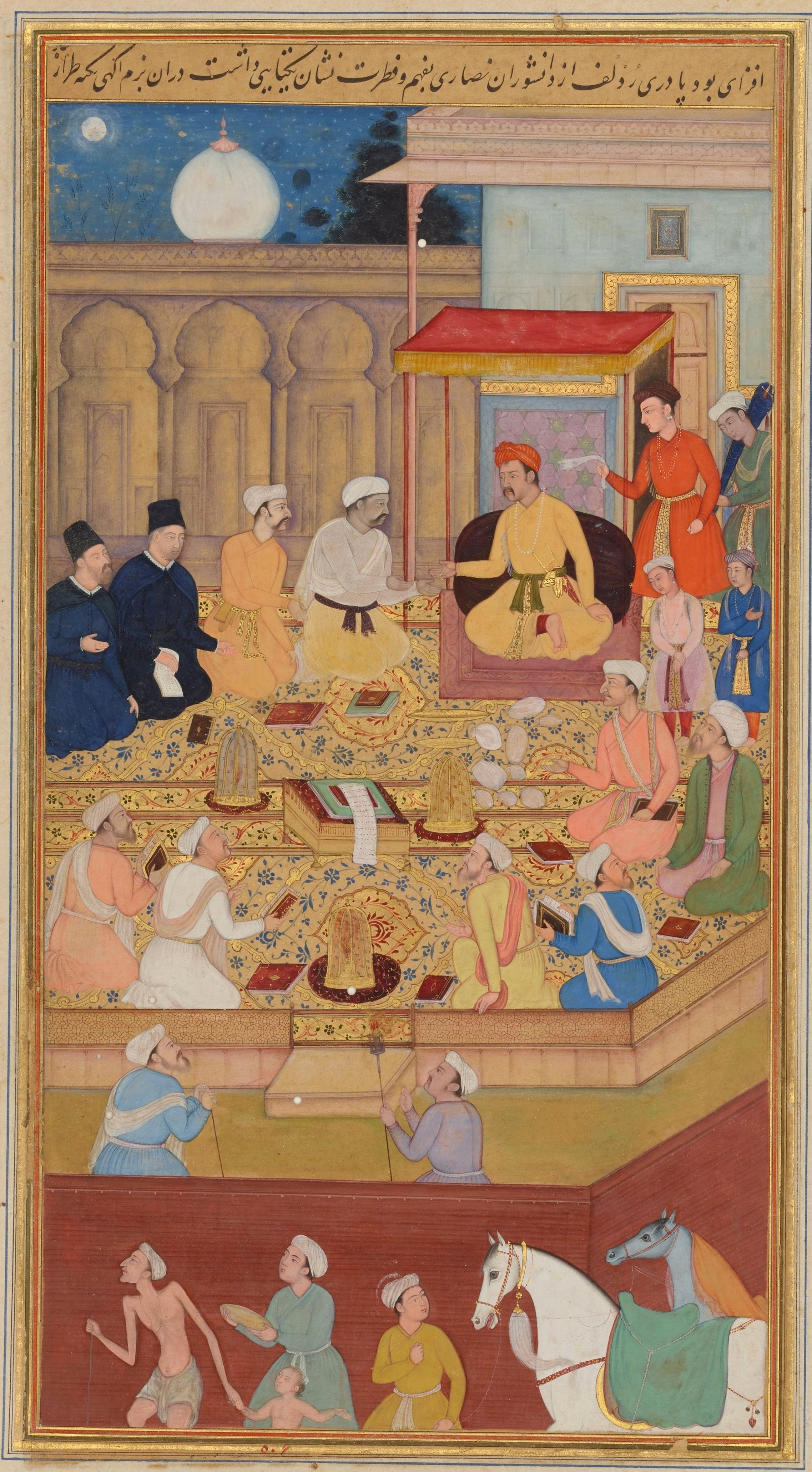
نقاشی اکبر بزرگ با انجمن عیسی در دربار.

در هند پیش از دوران مدرن، جاینامه‌های محلی نوشته می‌شدند. به عنوان مثال، Muhnot Nainsi یک فرهنگ جغرافیایی برای Marwar است که در قرن ۱۷ نوشته شده‌است.

### جهان اسلام
دنیای اسلام قبل از دوران مدرن، جاینامه‌هایی تولید می‌کرد. نقشه برداران سلسله صفوی ایران اقدام به تهیه روزنامه‌نگاری در مناطق محلی می‌کردند.

## فهرست جاینامه‌های

### در سراسر جهان
- سرور نامهای NGA GEOnet
  - سرور نامهای GEOnet (GNS) دسترسی به پایگاه داده‌های آژانس اطلاعات ملی جغرافیایی و اطلاعات (NGA) و هیئت مدیره ایالات متحده در نام‌های جغرافیایی (US BGN) از نام ویژگی‌های جغرافیایی خارجی را فراهم می‌کند.
- The World Gazetteer
  - برای یک شهر معین، اطلاعاتی در خصوص کشور، استان، جمعیت (برای بعضی از کشورها نادرست)، مختصات، رتبه جمعیت در بین شهرهای داخل کشور (برای برخی از کشورها نادرست) می‌دهد
  - برای هر کشور نقشه و جدول استانهایی با مساحت و جمعیت، نقشه شهرها، جدول الفبای شهرها و جدول شهرهای برتر - جدول‌ها را می‌توان با ستون انتخابی طبقه‌بندی کرد
  - برای هر استان جدول جداگانه ای از شهرها ارائه می‌شود.
  - شامل ۲٬۹۰۰٬۰۰۰ شهر خارج از ایالات متحده است. برای یک کشور و شهر خاص، مختصات، ارتفاع، پیش‌بینی آب و هوا و نقشه ای را نشان می‌دهد که موقعیت شهر را با توجه به توپوگرافی و مرزها و اجساد آب (نه با توجه به سایر شهرها) نشان می‌دهد. همچنین شهرهایی را که در نزدیکی ۳ قرار دارند، لیست می‌کند کیلومتر، با جهت
- کتابخانه دیجیتال اسکندریه در UCSB
  - http://www.alexandria.ucsb.edu/
  - link|date=January 2018 |bot=InternetArchiveBot |fix-attempted=yes}} http://www.alexandria.ucsb.edu/clients/gazetteer/٪5B٪5D[پیوند مرده]
    - امکان جستجو برای هر یا نوع مشخصی از ویژگی‌های جغرافیایی را در یک منطقه مستطیل یا کل جهان، با نامی برابر با یا شامل اصطلاح جستجو می‌دهد. مختصات، کشور و استان را با نقشه کوچک بازمی‌گرداند.
- اصطلاحنامه گتی
  - http://www.getty.edu/research/tools/vocabulary/tgn/
  - مشابه مورد قبلی، به جز این که یک منطقه مستطیل شکل بلکه یک کشور را نمی‌توان مشخص کرد و هیچ نقشه ای تولید نمی‌شود.
- EarthSearch
  - https://web.archive.org/web/20190327174029/http://www.earthsearch.net/
  - مشابه دو مورد قبلی، جستجوی فرهنگ لغت، مختصات را برمی‌گرداند، تصویر ماهواره ای و نقشه کشوری CIA World Factory CIA.
- geonames
  - http://www.geonames.org/
- جاینامه فازی (بایگانی نقشه دیجیتال کمیسیون اروپا / JRC)
  - http://dma.jrc.it/service/fuzzyg
  - اسامی مکانها را در سرتاسر جهان جستجو می‌کند و می‌تواند تغییرات در املا را کنترل کند، از این طریق جستجوها قوی تر می‌شوند.
- http://www.statoids.com/statoids.html - کدهای تقسیم اداری سلسله مراتبی (HASC)
- پرچم‌های جهان، همچنین از موجودات فرعی، با برخی از اطلاعات اضافی
- جاینامه جهانی بروکس (۱۸۵۰)
  - تصاویر اسکن شده از تمام صفحات این کتاب.

### قطب جنوب
- روزنامه کامپوزیت قطب جنوب
- روزنامه قطب جنوب بلغارستان (نسخه تفصیلی بلغارستان)
- سیستم اطلاعات اسامی جغرافیایی USGS: قطب جنوب
- مرکز داده قطب جنوب استرالیا: روزنامه قطب جنوب

### آفریقا
- سیستم نامهای جغرافیایی آفریقای جنوبی - بخشی از وزارت فرهنگ و هنر دولت آفریقای جنوبی

### آسیا
- روزنامه کارناتاکا
- روزنامه شرق هیمالیا
  - گردآوری شده توسط Royal Botanic Garden، ادینبورگ، انگلستان. یک روزنامه آنلاین از ۵۰۰۰ گیاه که محلاتی را در نپال شرقی، سیکیم، منطقه دارجیلینگ، بوتان و دره چمبی (تبت) جمع‌آوری می‌کند.
- روزنامه تاریخی چین
- Türkiye ve Çevresine ait Coğrafi Adlar Dizini، به میزبانی وزارت دفاع و تحت نظارت ستاد کل جمهوری ترکیه برگزار می‌شود.

### اروپا
- روزنامه اروپای جنگ جهانی ۲
- Gazeter Marine European، پایگاه داده‌ای از نامهای جغرافیایی با اطلاعات و نقشه مکان‌ها.

#### امپراتوری اتریش-مجارستان
- فون کندلر، ژوزف و کارل، اورتس- ودنکره- لکسیکون فون اوسترایچ-اونکارن … [به آلمانی با ترجمه انگلیسی]
  - https://www.loc.gov/rr/geogmap/pdf/orts/orts.html

#### روسیه
- Wörterbuch der russischen Gewässernamen (فرهنگ لغت هیدرونیس روسی)، در ۶ جلد. گردآوری شده توسط A. Kernd'l , R. Richhardt و W. Eisold، تحت رهبری ماکس واسر. ویسبادن، ا. هراسوویتز، ۱۹۶۱
- Russisches geographisches Namenbuch (کتاب نامهای جغرافیایی روسیه)، که توسط ماکس واسر تأسیس شده‌است. گردآوری شده توسط اینگرید کوپر و همکاران. ویسبادن، اطلس و جلد ۱–۹. ا. هراسوویتس، ۱۹۶۴–۱۹۸۱. جلد ۱۱ اضافی در سال ۱۹۸۸ ظاهر شد، شابک 3-447-02851-3، و یک حجم اطلس اضافی در سال ۱۹۸۹، شابک ‎۳−۴۴۷−۰۲۹۲۳−۴.[۲۲]

### انگلستان
- جاینامه ملی زمین و املاک (NLPG)
- جاینامه ملی خیابان (NSG)
  - نرم‌افزاری که توسط دارایی‌های هماهنگ ارائه شده‌است
- جایننامه OneScotland (OSG)
- جاینامه اسکاتلند
  - نگهداری شده توسط دانشگاه ادینبورگ و انجمن جغرافیایی سلطنتی اسکاتلند
- جاینامه Ordnance Scotland توسط فرانسیس گرووم (سه نسخه، ۱۸۸۴، ۱۸۹۲ و ۱۹۰۱). اولین نسخه در Gazetteer for Scotland ظاهر می‌شود
- امپریال روزنامه اسکاتلند توسط Rev. جان ماریوس ویلسون (دهه ۱۸۵۰)
- امپریال روزنامه انگلیس و ولز توسط Rev. جان ماریوس ویلسون (۱۸۷۰–۱۸۷۰)
- جاینامه جامع انگلستان و ولز توسط JHF Brabner (قرن نوزدهم)
- نگاهی به بریتانیا در طول زمان، که لیست واحدهای اداری، ادغام رایانه‌های روزنامه قرن نوزدهم از جمله روزنامه امپریال انگلیس و ولز و Ordnance Gazetteer اسکاتلند و نقشه‌های تاریخی را بهم پیوسته، برای ایجاد یک روزنامه واحد قابل جستجو در مکان‌های انگلیس، از جمله بسیاری از آنها نام مکانهای متغیر
  - نگهداری شده توسط پروژه GIS تاریخی بریتانیا در دانشگاه پورتسموث.

### آمریکای شمالی

#### کانادا
- جاینامه‌های کانادا (انگلیسی زبان)
  - https://web.archive.org/web/20060303031912/http://atlas.gc.ca/site/english/search/advanced_findaplace_search_form؟show=link
  - https://web.archive.org/web/20090207222912/http://geonames.nrcan.gc.ca/index_e.php
  - Columbia Gazetteer of North America - Canada از AllRefer.com
  - نوا اسکوشیا گاستتر
  - پایگاه داده اسامی جغرافیایی دولت فدرال کانادا (CGNDB)

#### ایالات متحده
- سیستم اطلاعات نامهای جغرافیایی USGS (GNIS)
  - https://web.archive.org/web/20121210171316/http://geonames.usgs.gov/domestic/
- هیئت دولت ایالات متحده در نام‌های جغرافیایی
  - داخلی: https://web.archive.org/web/20180117014011/https://geonames.usgs.gov/domestic/index.html
- HomeTownLocator Gazetteer - ویژگیهای جسمی و فرهنگی ایالات متحده، داده‌های سرشماری ۲۰۰۰
  - http: // www. HomeTownLocator.com/
- جاینامه آمریکایی (سرشماری‌های ۱۹۹۰، ۲۰۰۰ و ۲۰۱۰)
  - https://web.archive.org/web/20190801212339/https://www.census.gov/programs-surveys/geography.html
- FactFinder آمریکایی
  - FactFinder آمریکایی
  - داده‌ها و پیوندهای آمریکایی هندی و آلاسکا بومی (AIAN)
  - Censo 2000 پورتوریکو
- جاینامه ای از ایالت ماساچوست ، با تصویرگری‌های بیشماری، تألیف شده توسط Rev. الیاس ناسون، کارشناسی ارشد و توسط جورج جی وارنی، ویرایش و بزرگ شده، چاپ ۱۸۹۰.
- جاینامه تگزاس، ۱۹۰۲ منتشر شده، به میزبانی وب سایت تاریخچه تگزاس
- جاینامه از تگزاس ، توسط هنری گانت، ۱۹۰۴ منتشر شد، و به میزبانی پورتال تاریخ تگزاس برگزار شد
- جاینامه ایالت نیویورک توسط Horatio Gates Spafford, AM، در اصل توسط HC Southwick، آلبانی، NY 1824 منتشر شده‌است. انتشارات قلب دریاچه‌ها، ۱۹۸۱
- جاینامه ایالت نیویورک توسط JH فرانسوی ، منتشر شده توسط R. Pearsall Smith , Siracuse , NY 1860
- Gazwarder New England Hayward's New Gazetteer (1839)
  - تصاویر اسکن شده از تمام صفحات این کتاب.
- جاینامه جهانی تلفظ توسط جیمز بالدوین،[۲۳] منتشر شده در سال 1847[۲۴]
  - تلفظ اسامی بین‌المللی و همچنین اطلاعاتی در مورد demonyms را ارائه می‌دهد.[۲۵]

### اقیانوسیه
- جاینامه استرالیا
  - محتوای کمیته نامهای جغرافیایی در استرالیا
  - میزبان Geoscience استرالیا
- جاینامه نیوزلند، به میزبانی لند اطلاعات نیوزیلند

### روزنامه‌های موضوعی
- کاتالوگ Caravanserais / Khans
  - کاتالوگ کاروانسراهای جغرافیایی / خانها و سایر امکانات ساخته شده (تختخواب / قیصریه، پل‌ها، قلعه‌ها، فانوس‌ها / چراغها، بازارها / بازارها، آسایشگاه‌ها، و غیره) که مربوط به مسیرهای تجاری مسافت طولانی در سراسر اوراسیا است.
- موتور جستجوی JewishGen Gazetteer از وب سایت  جنین، با استفاده از سیستم‌های الگوریتم تطبیق نام آوایی Daitch-Mokotoff و Beider-Morse برای هجی‌های تقریبی نام مکان‌ها
  - فهرست جستجوی مناطق بوم گردیده یهودی در قرن نوزدهم و میانه قرن بیستم در اروپا، شمال آفریقا و خاور میانه؛ ویژگی‌های مختصات نقشه hotlinked.
- VLIMAR: روزنامه دریایی VLIZ
  - یک استاندارد دریایی، لیست رابطه ای با نام‌های جغرافیایی، همراه با اطلاعات و نقشه موقعیت جغرافیایی این ویژگی‌ها.
- پیلیاده
  - یک جاینامه اجتماعی و نمودار از اماکن باستانی
- Trismegistos Geo
  - بانک اطلاعاتی از مکان‌ها و toponymsهای جهان باستان

## یادداشت
1. ↑  «جاینامه» [علوم کتابداری و اطلاع‌رسانی] هم‌ارزِ «gazetteer»؛ منبع: گروه واژه‌گزینی. دفتر چهارم. فرهنگ واژه‌های مصوب فرهنگستان. تهران: انتشارات فرهنگستان زبان و ادب فارسی. شابک ۹۶۴-۷۵۳۱-۵۹-۱ (ذیل سرواژهٔ جاینامه)
2. ↑  Aurousseau, 61.
3. ↑  Thomas, 623–636.
4. ↑  Asquith, 703–724.
5. ↑  Tarn, 93–94.
6. ↑  Harfield, 372.
7. ↑  Ravenhill, 425.
8. ↑  Ravenhill, 424.
9. ↑  White, 656.
10. ↑  White, 657.
11. ↑  White, 659.
12. ↑  Hargett (1996), 406.
13. ↑  Hargett (1996), 405.
14. ↑  Thogersen & Clausen, 162.
15. ↑  Bol, 37–38.
16. ↑  McCune, 326.
17. ↑  Provine, 8.
18. ↑  Lewis, 225–226.
19. ↑  Miller, 279.
20. ↑  Gole, 102.
21. ↑  King, 79.
22. ↑  Book info on Russisches geographisches Namenbuch بایگانی‌شده  در ۲۰۱۱-۰۷-۱۷ توسط Wayback Machine
23. ↑  A Universal Pronouncing Gazetteer; Containing Topographical, Statistical, and Other Information of All the More Important Places in the Known World, from the Most Recent and Authentic Sources [book review]. The North American Review [serial online]. 1846;62(130):262-263.
24. ↑  "Universal Pronouncing Gazetteer at the Internet Archive". Retrieved 26 July 2013.
25. ↑  "Baldwin's Universal Pronouncing Gazetteer", Signal of Liberty, January 02, 1847, Online at Ann Arbor Digital Library, http://signalofliberty.aadl.org/signalofliberty/SL_18470102-p3-12